# Hervé Borbé
Hervé Borbé, né à Liège le 6 août 1965, est le claviériste et pianiste du groupe de rock belge Machiavel.

## Biographie
Hervé Borbé étudie la peinture à l'Institut supérieur des beaux arts St Luc de Liège, il obtient son graduat en 1989. 
Et en parallèle, il étudie le piano. De 1989 à 1994, il est enseignant en arts plastiques et de 1994 à 1996, il travaille comme peintre, dessinateur, musicien et graphiste indépendant.
Mais c'est en 1996 qu'il intègre le groupe Machiavel, comme claviériste. Il fit plusieurs tournée et album avec le groupe. Il collabore aussi dans le groupe de son frère, le chanteur pour enfants André Borbé. 
C'est à partir de 2009, qu'il se lance en piano solo. La particularité de son projet est l'improvisation. Il concrétise ce projet en février 2011 en sortant un album de musique classique «The man who saw himself from behind».

## Discographie solo
- The man who saw himself from behind 2011.